# Rylan Schwartz
Rylan Derek Schwartz (* 8. Januar 1990 in Wilcox, Saskatchewan) ist ein deutsch-kanadischer Eishockeyspieler, der seit Juli 2024 bei den Glasgow Clan aus der britischen Elite Ice Hockey League (EIHL) unter Vertrag steht und dort auf der Position des Centers spielt. Zuvor war Schwartz unter anderem für die Fischtown Pinguins Bremerhaven, Nürnberg Ice Tigers und Löwen Frankfurt in der Deutschen Eishockey Liga (DEL) aktiv. Sein jüngerer Bruder Jaden Schwartz ist ebenfalls professioneller Eishockeyspieler.

## Karriere
Schwartz spielte für die Notre Dame Hounds in seiner Heimatprovinz Saskatchewan, bevor er 2009 in die Vereinigten Staaten ging und sich am Colorado College einschrieb. In der Eishockeymannschaft der Hochschule spielte er bis zum Frühjahr 2013.
Im April 2013 wurde der Mittelstürmer von den San Jose Sharks aus der National Hockey League (NHL) verpflichtet, wurde aber in den folgenden Jahren ausschließlich bei den Farmteams des Klubs eingesetzt: Er gab sein Debüt als Profi bei den Worcester Sharks, der Kooperationsmannschaft San Joses in der American Hockey League (AHL), 2015 gewann er mit den Allen Americans, die ebenfalls mit den San Jose Sharks zusammenarbeiteten, den Kelly Cup, den Meistertitel der ECHL. Ende Dezember 2015 wurde Schwartz von den Orlando Solar Bears aus der ECHL unter Vertrag genommen. Im Januar 2016 unterzeichnete er einen Probevertrag bei den Toronto Marlies in der AHL, absolvierte fünf Partien für die Mannschaft, ehe er zu den Solar Bears zurückging.
Im Juli 2016 unterschrieb er beim deutschen Zweitligisten Heilbronner Falken. Ende August 2016 nahm Schwartz, dessen Vorfahren aus Deutschland stammen, die deutsche Staatsbürgerschaft an. Für die Falken bestritt er im Verlauf der Saison 2016/17 56 Partien in der DEL2 (Relegation inbegriffen) und kam dabei auf 24 Treffer sowie 36 Torvorlagen. Seine in Heilbronn erbrachten Leistungen weckten das Interesse der Fischtown Pinguins Bremerhaven. Der Verein aus der Deutschen Eishockey Liga (DEL) gab im April 2017 dann Schwartz’ Verpflichtung bekannt. Er blieb zwei Jahre in Bremerhaven, im Frühjahr 2019 wechselte er innerhalb der DEL zu den Nürnberg Ice Tigers. Nach einem kurzen Einsatz bei den Stavanger Oilers im Frühjahr 2020 wechselte er zur Saison 2020/21 zu den Lausitzer Füchsen in die DEL2. Mit dem Verein aus Sachsen konnte er zwar nicht die Playoffs erreichen, war aber punktbester Spieler der Füchse in dieser Spielzeit.
Zur Saison 2021/22 wechselte Schwartz innerhalb der Liga zu den Löwen Frankfurt. Bei den Hessen etablierte er sich direkt als Führungsspieler und war mit 32 erzielten Treffern der beste Torschütze der DEL2-Meistermannschaft der Saison 2021/22. Des Weiteren legte er 41 Treffer seiner Nebenleute auf. In der Folge lief der Deutsch-Kanadier eineinhalb Jahre in der DEL auf, ehe er Anfang Januar 2024 innerhalb Hessens bis zum Saisonende zu den Kassel Huskies in die DEL2 wechselte. Im Juli 2024 nahmen die Glasgow Clan aus der britischen Elite Ice Hockey League (EIHL) Schwartz unter Vertrag.

## Erfolge und Auszeichnungen
| - 2008 SJHL All-Rookie Team - 2009 SJHL Most Valuable Player - 2009 SJHL First All-Star Team - 2010 WCHA All-Rookie Team - 2013 WCHA All-Tournament Team | - 2013 WCHA Second All-Star Team - 2013 WCHA All-Academic Team - 2015 Kelly-Cup-Gewinn mit den Allen Americans - 2022 DEL2-Meister und Aufstieg in die DEL mit den Löwen Frankfurt |

## Karrierestatistik
Stand: Ende der Saison 2023/24
(Legende zur Spielerstatistik: Sp oder GP = absolvierte Spiele; T oder G = erzielte Tore; V oder A = erzielte Assists; Pkt oder Pts = erzielte Scorerpunkte; SM oder PIM = erhaltene Strafminuten; +/− = Plus/Minus-Bilanz; PP = erzielte Überzahltore; SH = erzielte Unterzahltore; GW = erzielte Siegtore; 1 Play-downs/Relegation; Kursiv: Statistik nicht vollständig)